# 三紀曆
《三紀曆》，即《三紀甲子元曆》，是十六国后秦的历法。姜岌在白雀元年（384年）编制新曆法。
同年，姚苌命令全国颁布施行。共用三十多年。一年为{\displaystyle 365{\frac {605}{2451}}}日，一月{\displaystyle 29{\frac {3217}{6063}}}日。采用十九年七閏法，首创用月食求算太阳位置的方法，比用漏壶测中星推定太阳位置要准确的多。

## 文內注釋
1. ↑  《晋书》律历志
2. ↑  s:晉書/卷018 日法六千六十二。為使十九年七閏，通數應為6063。應為傳鈔錯？